# Les Héritières (téléfilm, 2021)
Pour les articles homonymes, voir Les Héritières.
Pour plus de détails, voir Fiche technique et Distribution.
Les Héritières est un téléfilm français réalisé par Nolwenn Lemesle et diffusé pour la première fois le 28 mai 2021 sur la plateforme internet d'Arte et le 4 juin 2021 à la télévision en France et en Allemagne.
Il s'agit d'un téléfilm dramatique s'attachant aux destins de jeunes adolescentes de banlieue sélectionnées par un programme d'égalité des chances pour intégrer un établissement renommé afin de favoriser le mérite et de lutter contre la reproduction sociale dans le système éducatif français.

## Synopsis

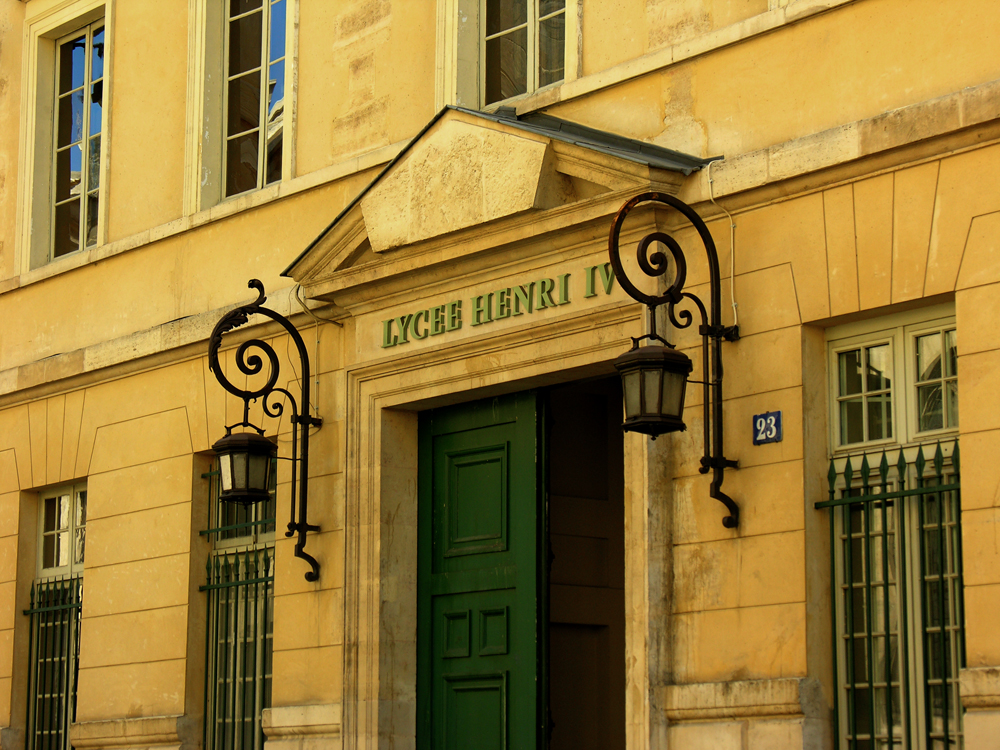
Entrée du lycée Henri-IV à Paris.

Sanou Diallo bénéficie du dispositif d'égalité des chances pour faire sa classe de seconde au lycée Henri-IV à Paris grâce à ses excellents résultats scolaires et à l'obstination de Madame Lebel, la conseillère principale d'éducation de son collège de La Plaine Saint-Denis qui la pousse dans cette voie. L'arrivée à la rentrée dans le prestigieux lycée parisien met cependant rapidement en évidence les différences sociales et culturelles de la jeune fille par rapport à ses condisciples ainsi qu'un certain dédain de la part de quelques professeurs.
Toutefois, Sanou est volontaire et s'accroche à cette opportunité, pratique le tutorat d'une jeune collégienne — Khady issue de la même ZEP qu'elle —, condition nécessaire pour obtenir une bourse et un logement. Face à des choix cornéliens, la jeune fille va jusqu'à une certaine rupture avec sa famille d'origine guinéenne afin de se donner un maximum de chances de pouvoir intégrer une grande école d'ingénieurs pour réaliser son objectif de travailler dans le domaine des énergies renouvelables. Malgré les difficultés Sanou semble pouvoir accomplir ses ambitions alors que Khady, plus contrainte par un certain déterminisme social, décidera finalement de ne pas suivre cette voie qui semblait pourtant lui être accessible.

## Fiche technique
- Titre original : Les Héritières
- Titre en allemand : Mit der Kraft des Windes
- Réalisation : Nolwenn Lemesle
- Scénario : Laure-Élisabeth Bourdaud et Johanna Goldschmidt
- Photographie : Léo Lefèvre
- Son : Lionel Dousset
- Montage : Louise Decelle
- Décors : Chloé Cambournac
- Costumes : Alice Cambournac
- Musique : Ronan Maillard
- Production : David Amselem et Édouard de Vésinne
- Sociétés de production : Incognita Films avec Arte France et les participations de la région Île-de-France, du CNC et de TV5 Monde
- Pays d'origine :  France
- Format : Couleurs – 16:9 HD – Stéréo
- Durée : 80 minutes
- Diffusions :
  - 13 mars 2021 (Festival des créations télévisuelles de Luchon)
  - 28 mai 2021 (plateforme internet d'Arte) et 4 juin 2021 (télévision)

## Distribution
- Tracy Gotoas : Sanou Diallo
- Fanta Kebe : Khady
- Lucie Fagedet : Valentine
- Déborah François : Madame Lebel
- Marie Bunel : Madame d'Agostino
- Tatiana Rojo : Zenab
- Augustin Ruhabura : Souleymane Diallo Sénior
- Suzylove Fernando : Simone Diallo
- Daouda-Ismaël Haidara : Souleymane Diallo Junior
- Kalyssa Aidara : Sita
- Chanel Victor : Salyatou
- Jérémy Gillet : Louis
- Sam Chemoul : Raphaël
- Lucy Charles-Alfred : Yvana
- Sarah Cadet : Dalléle
- Fadily Camara : Julienne
- Jeanne Arènes : Madame Cauvine
- Franz-Rudolf Lang : Monsieur Op de Beck
- David Houri : Professeur de maths
- Martin Pautard : Professeur de Français
- Edith Baldy : Madame Sarchot
- Holy Fatma : la surveillante
- Boris Sztulman : le policier

## Projet et réalisation
L'origine du projet est le fruit du travail des deux scénaristes, Laure-Elisabeth Bourdaud et Johanna Goldschmidt, qui ont été inspirées par l'histoire réelle d'une de leurs amies, une conseillère principale d'éducation d'un collège classé en réseau d'éducation prioritaire ayant poussé l'une des élèves à intégrer un lycée parisien prestigieux. En 2017, elles entreprennent un travail documentaire poussé avec la volonté de faire un film sociologique en lien avec l'un des essais majeurs de Pierre Bourdieu et Jean-Claude Passeron, Les Héritiers (1964), afin d'écrire un scénario traitant « des inégalités sociales, de l'école et des déterminismes ». Le projet est soumis à Arte France qui l'accepte et la chargée de programmes Isabelle Huige propose alors à Nolwenn Lemesle de réaliser le téléfilm.

## Accueil

### Réception de la critique
Le journal L'Humanité considère que ce téléfilm « brillant et attachant [...] pose un regard bienveillant sur les collèges de zone prioritaire, et s’intéresse à la reproduction des élites » – notamment avec la référence explicite à l'œuvre sociologique de Pierre Bourdieu et son celèbre livre Les Héritiers (1964) – montrant « sans pathos ni misérabilisme les difficultés rencontrées par celles et ceux qu’on appelle "transfuges" ». L'hebdomadaire Télérama y voit une « chronique scolaire joliment interprétée » soulignant quant à lui que le téléfilm est « moins bourdieusien que le laisse à penser son titre, car résolument plus optimiste » avec notamment le travail des scénaristes qui, pour le journal, se sont attachés à montrer les « décalages, ruptures et adaptations progressives, brutales ou imperceptibles, qui font advenir un transfuge de classe sociale ». Le Figaro Madame met principalement en avant le « casting de jeunes talents » – notamment Tracy Gotoas et Fanta Kebe –, qui font que Les Héritières est selon le magazine  « aussi un hommage à toutes ces mères qui osent défier le patriarcat ».

### Audiences
Lors de sa première diffusion à la télévion sur Arte France en première partie de soirée le 4 juin 2021, le téléfilm réunit 919 000 téléspectateurs soit 3,9 % de parts de marché (PdM) – la cinquième position de la soirée – ce qui est un bon résultat pour la chaîne opposée ce soir-là principalement au jeu Koh-Lanta : Les Armes secrètes (5,7 millions de téléspectateurs soit 27,9 % de PdM) et à la deuxième saison de la série Astrid et Raphaëlle (5,2 millions de téléspectateurs soit 22 % de PdM).

## Distinction
Le téléfilm est présenté en compétition lors du 23e Festival des créations télévisuelles de Luchon (tenu cette année-là en numérique en raison de la pandémie de Covid-19) le 13 mars 2021, où il obtient le « prix de la meilleure musique originale » composée par Ronan Maillard.